# آرنولد میت
آرنولد میت (استونیایی: Arnold Mitt؛ زادهٔ ۲ ژوئن ۱۹۹۸) بازیکن بسکتبال اهل استونی است.